# Greg Grunberg
Gregory Philip Grunberg, detto Greg (Los Angeles, 11 luglio 1966), è un attore statunitense.

## Biografia
Di origine ebraica, è noto al pubblico italiano per il ruolo di Sean in Felicity, Carter Abbey ne L'uomo senza ombra e Eric Weiss in Alias, ma soprattutto per aver interpretato Matt Parkman nel telefilm Heroes. Dopo aver terminato gli studi in economia si guadagna da vivere come spalla del fratello Brad, poi segue corsi di recitazione e sceneggiatura. Ha avuto una parte in Lost, nel ruolo del pilota dell'aereo poi misteriosamente deceduto, e ha recitato nel telefilm Alias interpretando la parte di Eric Weiss, agente dei servizi segreti.

### Vita privata
È sposato con Elizabeth Dawn Wershow ed ha tre figli, uno dei quali, Jake,  è affetto da epilessia: per questo Grunberg si è dato alla beneficenza per i malati d'epilessia, facendo parte dei Band from TV. È comparso in un episodio della seconda serie di Dr. House - Medical Division.

## Filmografia

### Cinema
- Il mio amico Frank (1991)
- Tre amici, un matrimonio e un funerale (The Pallbearer), regia di Matt Reeves (1996)
- Effetto black out (The Trigger Effect), regia di David Koepp (1996)
- Romantici equivoci (Picture Perfect), regia di Glenn Gordon Caron (1997)
- Effetti collaterali (Senseless), regia di Penelope Spheeris (1998)
- Baseketball, regia di David Zucker (1998)
- Attori (1998)
- La dea del successo (The Muse), regia di Albert Brooks (1999)
- L'uomo senza ombra (Hollow Man), regia di Paul Verhoeven (2000)
- Austin Powers in Goldmember, regia di Jay Roach (2002)
- Ladykillers (The Ladykillers), regia di Joel ed Ethan Coen (2004)
- Mission: Impossible III, regia di J. J. Abrams (2006)
- Alien Spider (Big Ass Spider), regia di Mike Mendez (2013)
- End of the World: Atto finale, regia di S. R. Monroe (2013)
- Let's Kill Ward's Wife, regia di Scott Foley (2014)
- Star Wars - Il risveglio della Forza (Star Wars: The Force Awakens), regia di J.J. Abrams (2015)
- Star Trek Beyond, regia di Justin Lin (2016)
- A Star Is Born, regia di Bradley Cooper (2018)
- The Cloverfield Paradox, regia di Julius Onah (2018) - voce
- Star Wars - L'ascesa di Skywalker (Star Wars: The Rise of Skywalker) regia di J. J. Abrams (2019)
- The Fabelmans, regia di Steven Spielberg (2022)

### Televisione
- Melrose Place – serie TV, 1 episodio (1992)
- Baywatch – serie TV, 1 episodio (1994)
- Un detective in corsia (Diagnosis: Murder) – serie TV, 1 episodio (1998)
- Felicity – serie TV, 66 episodi (1998-2002)
- Pacific Blue – serie TV, 1 episodio (1999)
- Due poliziotti a Palm Beach (Silk Stalkings) – serie TV, 2 episodi (1998-1999)
- Profiler - Intuizioni mortali (Profiler) – serie TV, 1 episodio (1999)
- NYPD - New York Police Department (NYPD Blue) – serie TV, 3 episodi (2001)
- The Dead Zone – serie TV, 1 episodio (2004)
- Lost – serie TV, 2 episodi (2004-2005)
- Dr. House - Medical Division (House, M.D.) – serie TV, episodio 2x14 (2006)
- Alias – serie TV, 66 episodi (2001-2006)
- Detective Monk (Monk) – serie TV, episodio 5x01 (2006)
- Heroes – serie TV, 47 episodi (2006-2009)
- Bond of Silence, regia di Peter Werner – film TV (2010)
- Hawaii Five-0 – serie TV, episodi 2x08-5x14 (2011-2015)
- Psych – serie TV, episodio 6x12 (2012)
- Baby Daddy – serie TV (2012)
- The Client List - Clienti speciali (The Client List) – serie TV (2012-2013)
- Masters of Sex – serie TV, 1 episodio (2013)
- CSI - Scena del crimine (CSI: Crime Scene Investigation) – serie TV, episodio 15x07 (2014)
- Criminal Minds – serie TV (2014-2015)
- Heroes Reborn – serie TV (2015-2016)
- The Flash – serie TV (2016-2017)
- The Saint – film TV, regia di Ernie Barbarash (2017)
- The Boys – serie TV, episodio 2x05 (2020)
- The Rookie – serie TV, episodi 3x11-4x18 (2021-2022)
- Law & Order - Unità vittime speciali (Law & Order: Special Victims Unit) – serie TV, episodio 24x08 (2022)

## Videogiochi
- L.A. Noire - Hugo Moller

## Doppiatori italiani
Nelle versioni in italiano delle opere in cui ha recitato, Greg Grunberg è stato doppiato da:
- Stefano Alessandroni in Baby Daddy, Hawaii Five-0 (ep. 5x14), The Client List - Clienti speciali, Star Wars: Il risveglio della Forza, Paterno, Star Wars: L'ascesa di Skywalker, The Fabelmans, Law & Order - Unità vittime speciali
- Marco De Risi in Felicity, Alias (st. 3-5), Lost, Ladykillers, Hawaii Five-0 (ep. 2x08)
- Vittorio De Angelis in L'uomo senza ombra, Bond of Silence, Criminal Minds
- Carlo Scipioni in Star Trek Beyond, 9-1-1: Lone Star
- Pasquale Anselmo in Heroes, Heroes Reborn
- Enzo Avolio in Alias (st. 1-2)
- Andrea Ward in Dr. House - Medical Division
- Roberto Stocchi in Detective Monk
- Sergio Lucchetti in Psych
- Alberto Angrisano in CSI - Scena del crimine
- Luigi Scribani in The Flash
- Massimo De Ambrosis in A Star Is Born
- Achille D'Aniello in Mission: Impossible III
- Gabriele Tacchi in Castle Rock
- Maurizio Di Girolamo in Tomboy - Trucco d'amore
- Edoardo Stoppacciaro in The Boys
- Alessandro Budroni in Golia
- Osmar Santucho in The Rookie